# Marcanti (theater)
Marcanti was een bouwwerk in Amsterdam-West, gevestigd aan de Jan van Galenstraat. Het pand werd in 1934 gebouwd en is gesloopt in 2023.

## Geschiedenis
In 1934 werd hier ten behoeve van de Centrale Markthallen een entreegebouw neergezet naar ontwerp van de Dienst der Publieke Werken, Het stond in wezen ten westen van die ingang en bood onderdak aan allerlei bedrijfjes in en rondom de markt. Zo waren er kiosken, een zalencomplex, kleine politiepost en winkels gevestigd. Tevens vond de Dienst Marktwezen er onderdak. Het bestond uit een hoofdgebouw met naar het westen toe de winkelpanden. Het gebouw kon worden neergezet op de paalfundering van een gesloopt gebouw, aldus de bouwtekening. Al snel kreeg het restaurant de naam Marcanti een samentrekking tussen Markt en cantine. Het werd de bedrijfsnaam voor een onderneming, die het gebouw ook wel verhuurde als vergader- en bijeenkomstruimte. In de jaren dertig vonden er een aantal bijeenkomsten plaats van de Nationaal-Socialistische Beweging hetgeen vrijwel direct weer stopte, want de marktlui wilden niet eten waar deze beweging had vergaderd. Marcanti verbood toen overigens alle politieke bijeenkomsten, hetgeen later weer zou vervallen. 

## Feestzaal
De gemeente Amsterdam zag in 1953 (in) dat Amsterdam-West met haar snel groeiende bevolking geen fatsoenlijk theater had. De gemeenteraad stelde voor een afzonderlijk gebouw neer te zetten aan de noordzijde van de straatbebouwing. Ze dacht daarbij aan een toneelaccommodatie (met orkestbak) voor 900 personen met kegelbaan (tien banen) voor een geschatte prijs van 1,5 miljoen gulden. Opnieuw kwam het ontwerp van de Dienst der Publieke Werken. Na protest; er zouden geen kegelbanen nodig zijn, werd het gebouw pas op 5 september 1956 geopend. De prijs was inmiddels opgelopen tot 2,2 miljoen, waarbij inbegrepen een zaalinrichting van G.F. Laarhoven, een schildering van Hans Bayens (Vrijetijdsbesteding), een sgraffito van Lex Horn en het beeld Het danspaar van Cephas Stauthamer. De Belgische zanger Jacques Brel trad er tweemaal op.

## De Hoeksteen
De naam Marcanti werd in de daaropvolgende jaren steeds meer verbonden aan het theatergebouw in plaats van de oorspronkelijke bebouwing. Met de wijziging van de bevolkingssamenstelling van de omliggende wijken kreeg de NV Marcanti steeds meer problemen de exploitatie rond te krijgen. De gemeente greep eind 1974 in; ze besteedde het beheer per 1 januari 1975 uit aan Discotheek De Hoeksteen, gekoppeld aan Stichting De Hoeksteen van jeugd- en jongerenwerk. Vanaf de jaren negentig werden er ook wekelijks housefeesten georganiseerd, waarmee de Marcanti als nachtclub een bekende plaats in het uitgaansleven werd. Onder andere Danceclub Eye, Kremlin en Xtra Large organiseerden hier hun feesten, waar veel bekende dj's in de twee grote zalen hebben opgetreden. Onder andere Salt-N-Pepa trad er op. Naast de dancefeesten werden nog andere festiviteiten in Marcanti gehouden. Brigitte Kaandorp hield er in 1995 haar voorstelling "Chez Marcanti Plaza", in 1997 werd er het Nationaal Songfestival gehouden en het Nederwietfestival van Highlife magazine vond er een aantal maal plaats. Na 2006 ging het minder met Marcanti en werd er nog maar sporadisch een feest gehouden. Later ging de club helemaal dicht.

## Marktkantine
In de jaren 2010 werd het gebouw weer geopend onder de naam "Marktkantine", een verwijzing naar het oude gebruik. Het was in gebruik als evenementenlocatie en er werden weer wekelijks dancefeesten georganiseerd. De openstelling was tijdelijk, op 20 juni 2022 kwam er een einde aan De Marktkantine. Uitstel tot december 2022 kreeg het niet van de projectontwikkelaar, die hier nieuwbouw wilde plegen. 

## Marktkwartier
Deze projectontwikkelaar wilde zo snel mogelijk beginnen met de bouw van het Marktkwartier. Begin 2023 werd begonnen met de sloop, het kunstwerk van Cephas Stauthamer bleef bewaard om te herrijzen in de nieuwbouw.

## Erfenis
De naam Marcanti bleef bewaard. Aan de overzijde van de Marcantistrook ten noorden van de Jan van Galenstraat kwam ten zuiden van die straat de naam driemaal terug:
- Marcanti College, een school
- de wijk Marcanti, beter bekend onder de naam Kop van Jut
- Marcantilaan, enige bebouwde straat in die wijk.

## Afbeeldingen

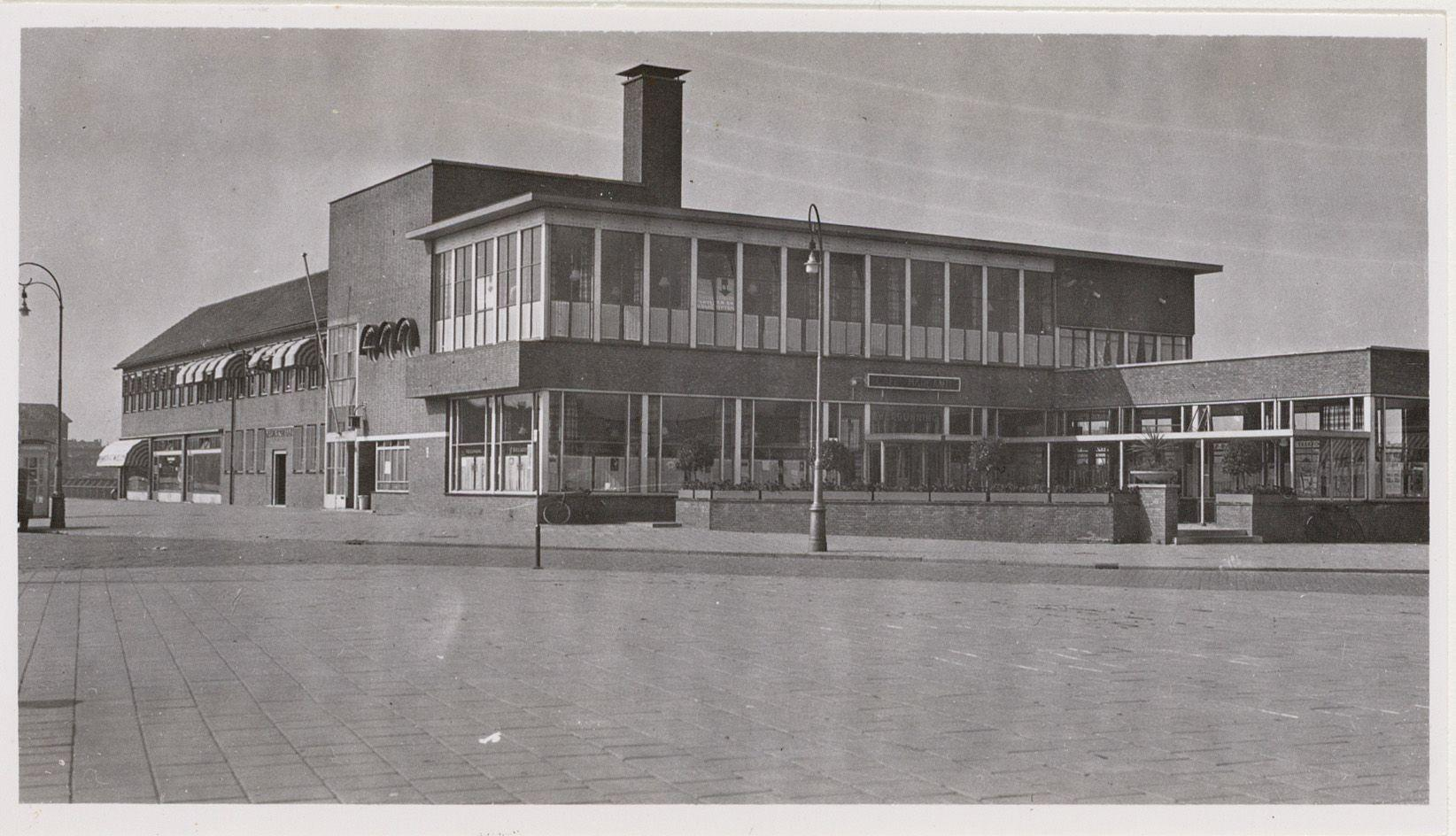
Marcanti in 1936 door Jacobus van Eck
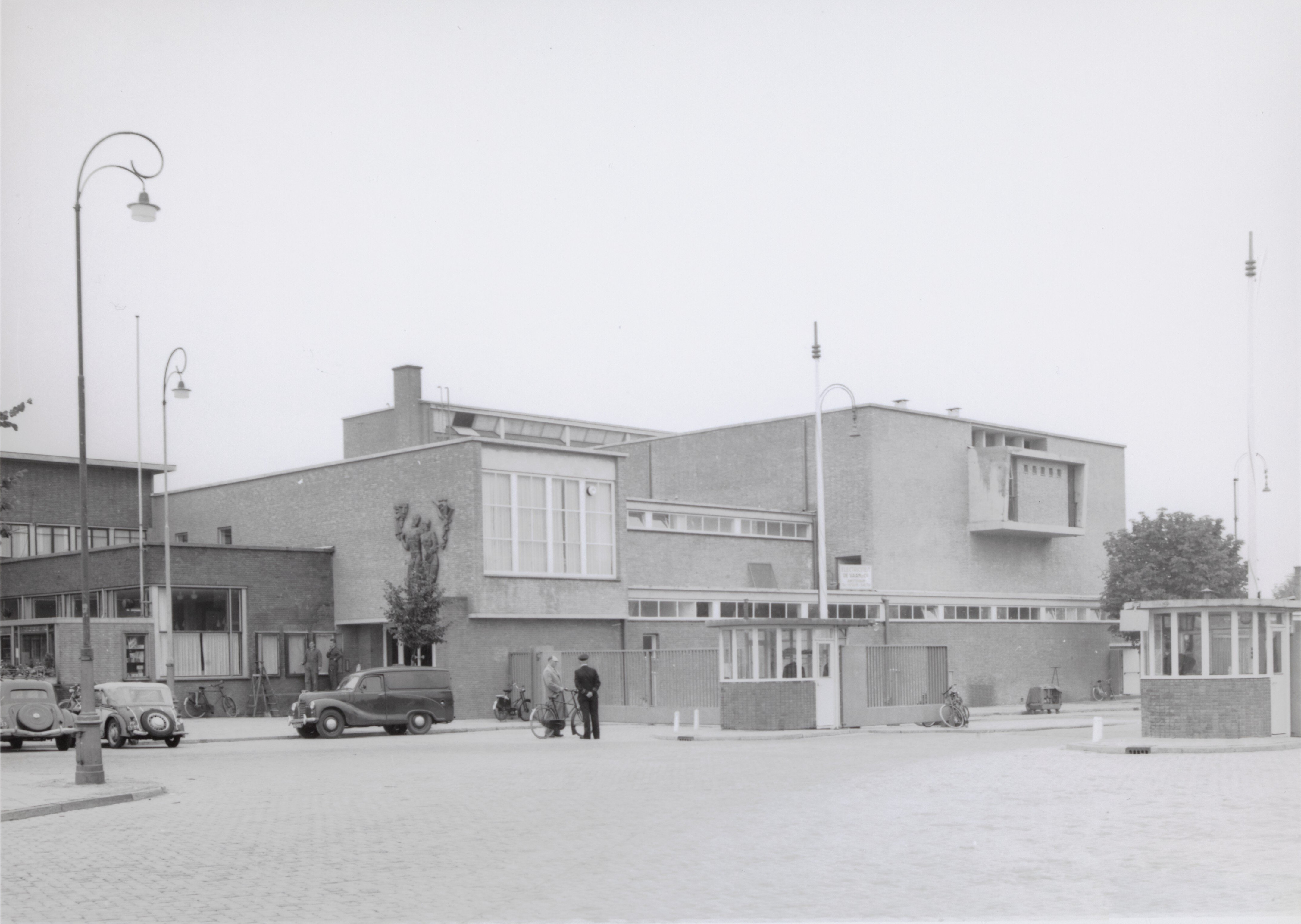
Nieuwbouw schouwburgMarcanti in 1956
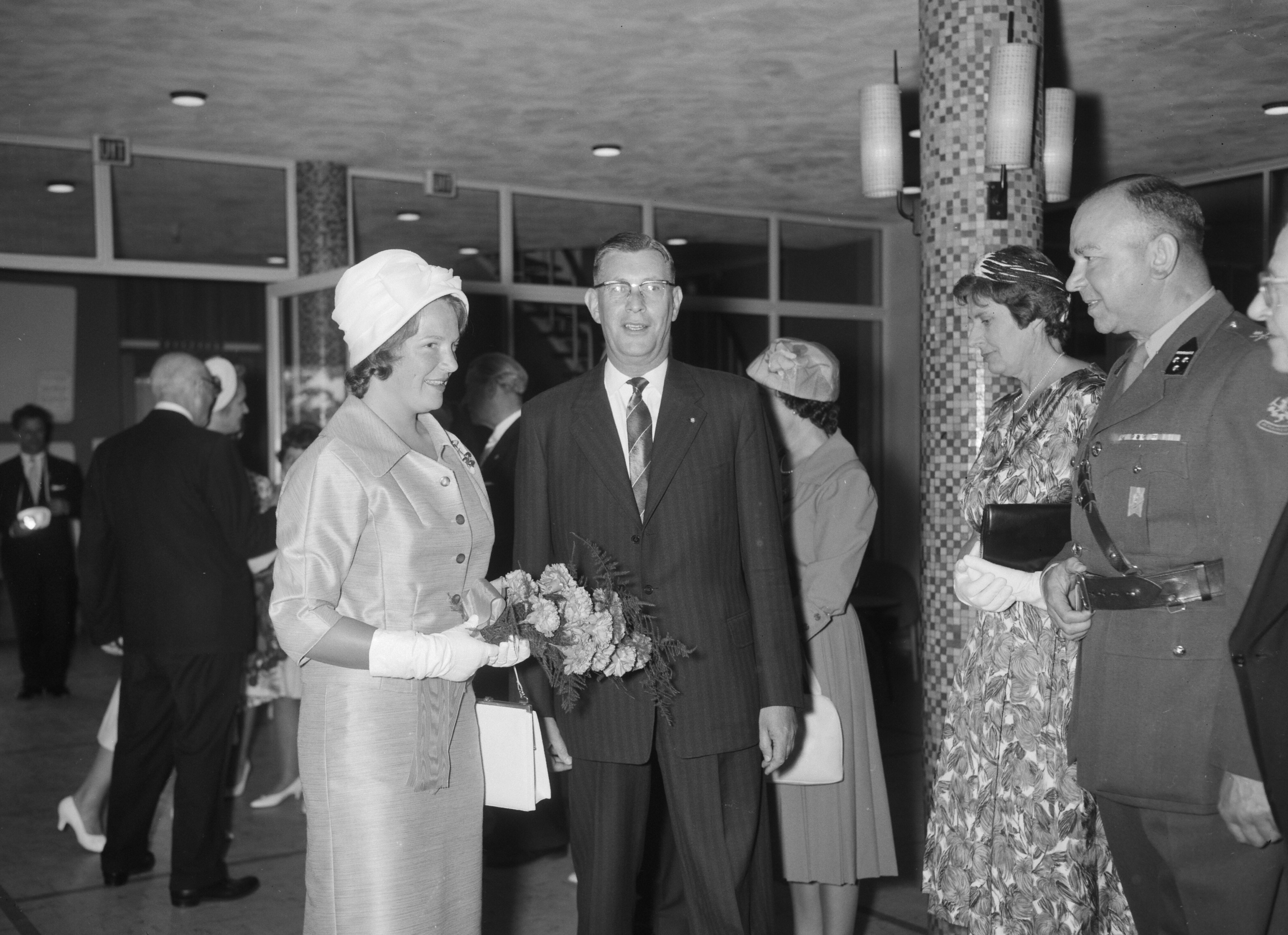
Prinses Irene bij Expoge (1960)
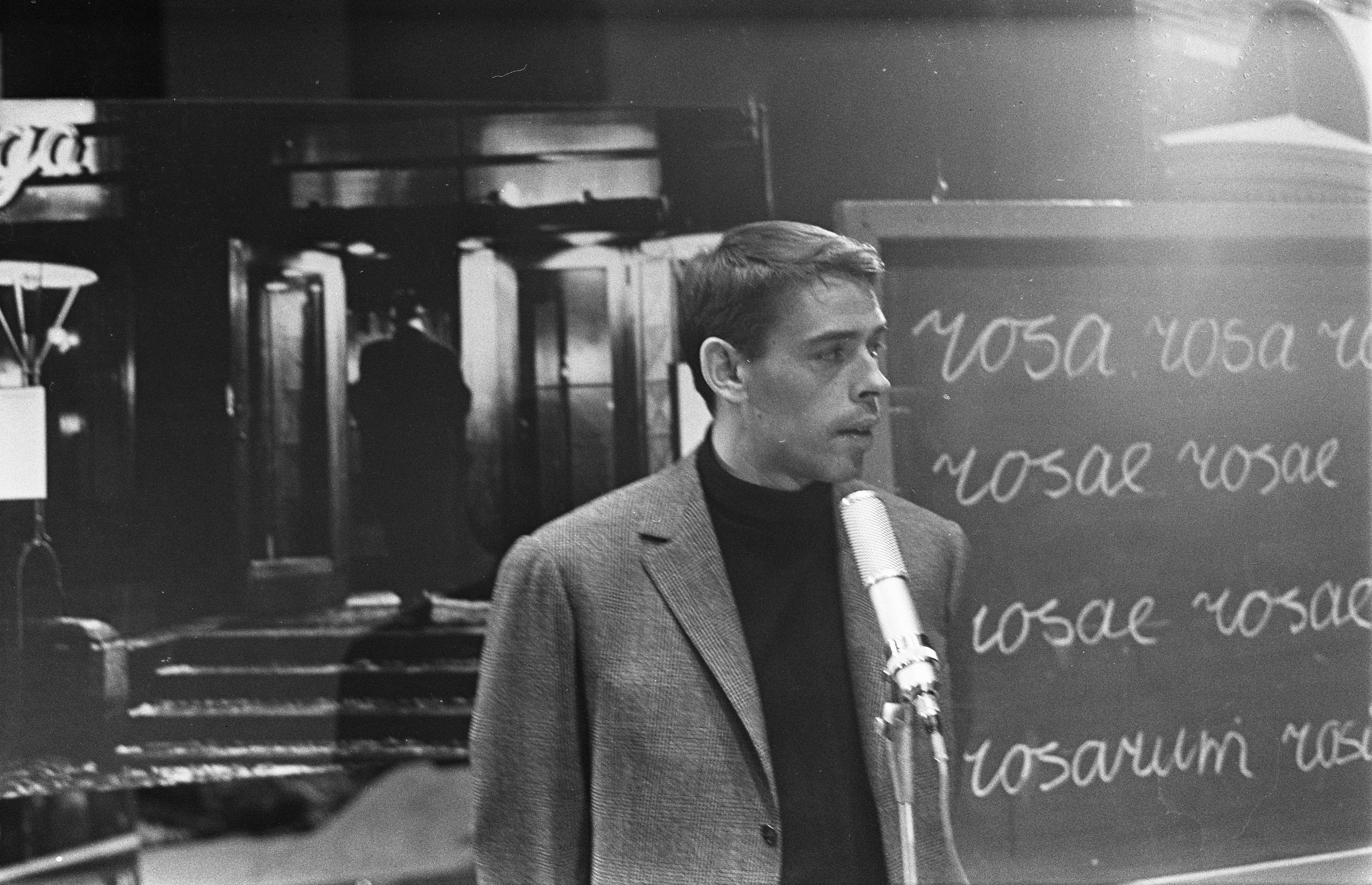
Jacques Brel in Marcanti voor een opname van het tv-programma Domino (1963)
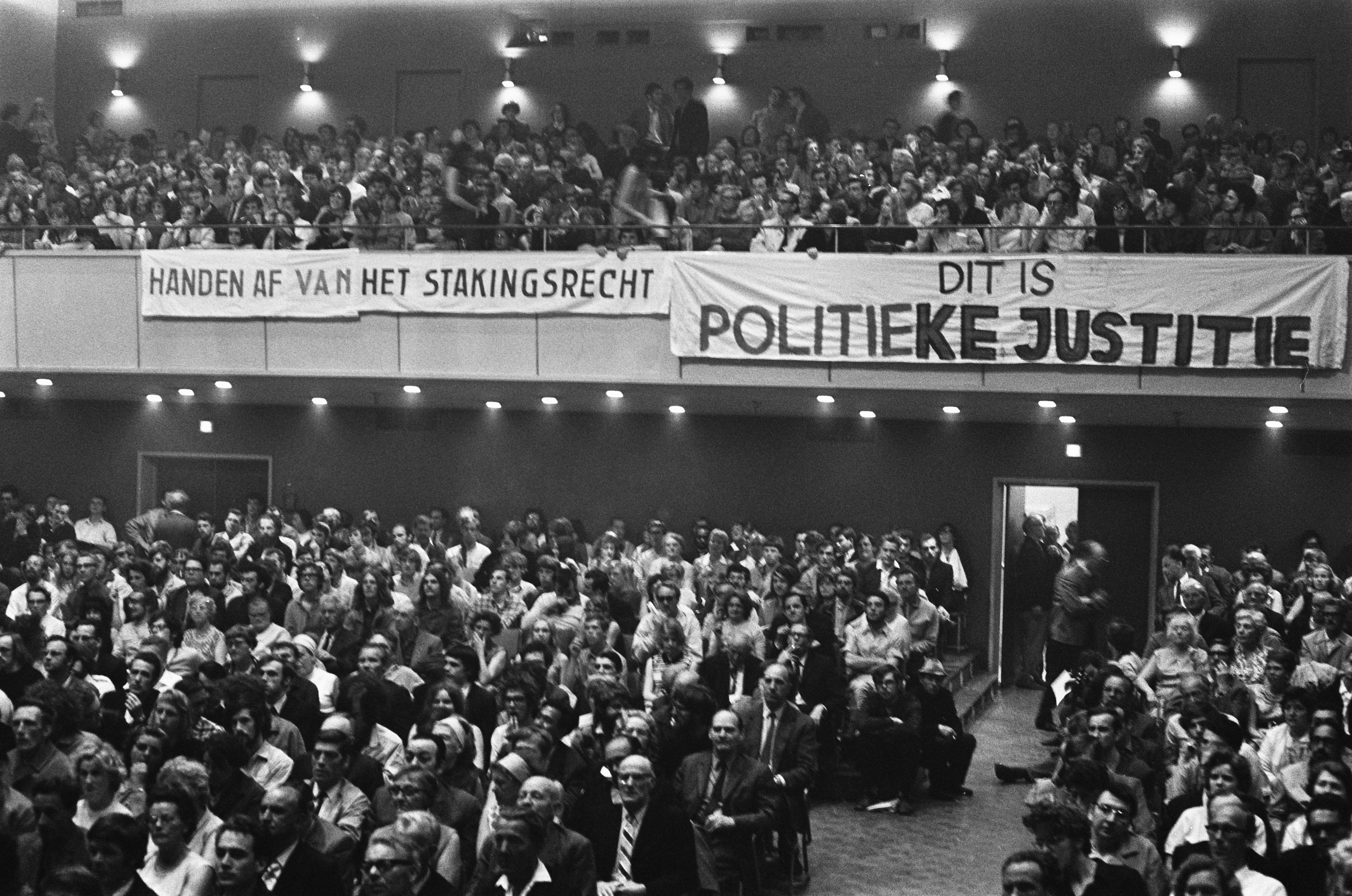
Demonstratieve bijeenkomst van "arbeiders en studenten" (1969)
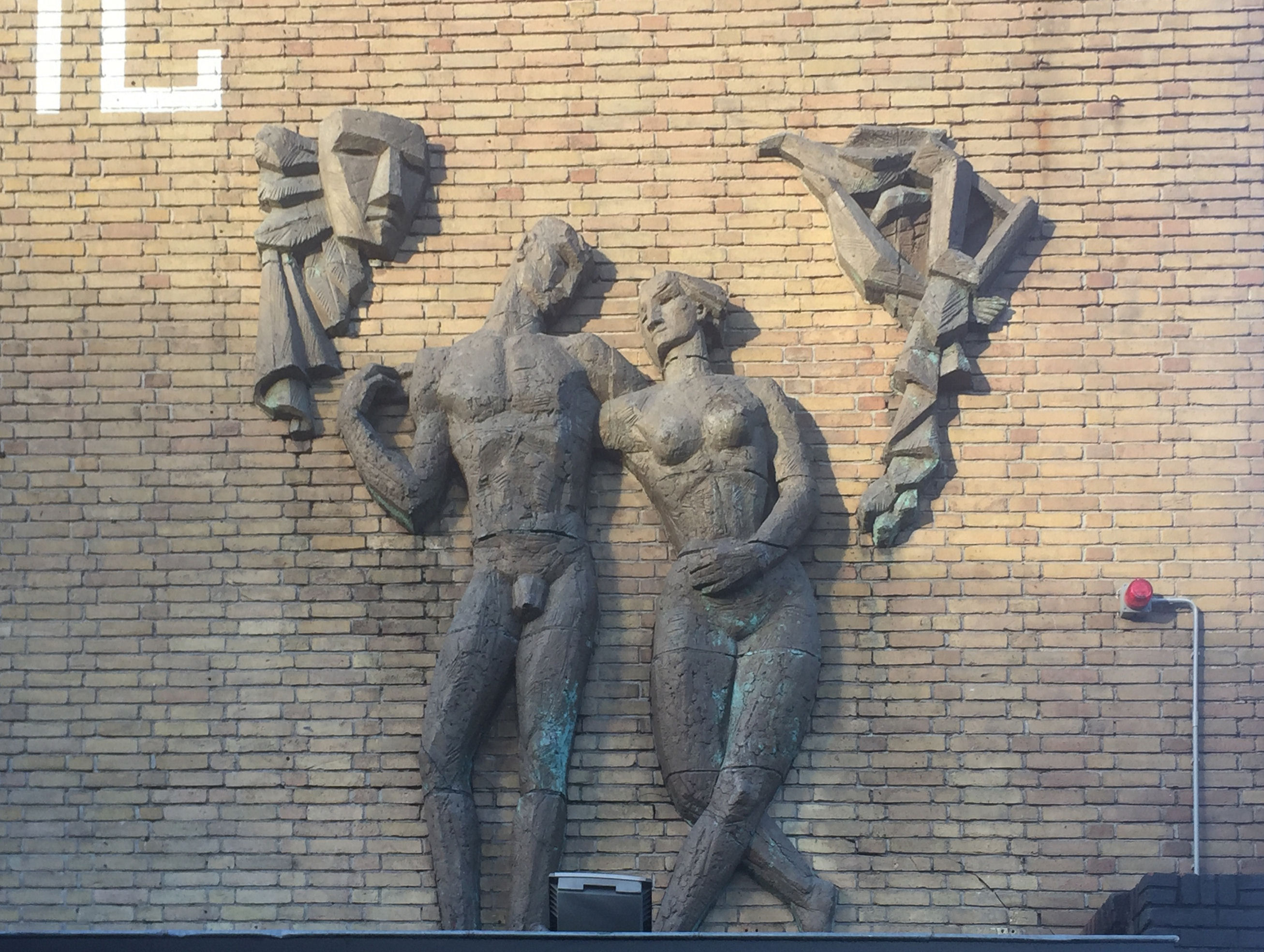
De beeldengroep boven de ingang (2016)
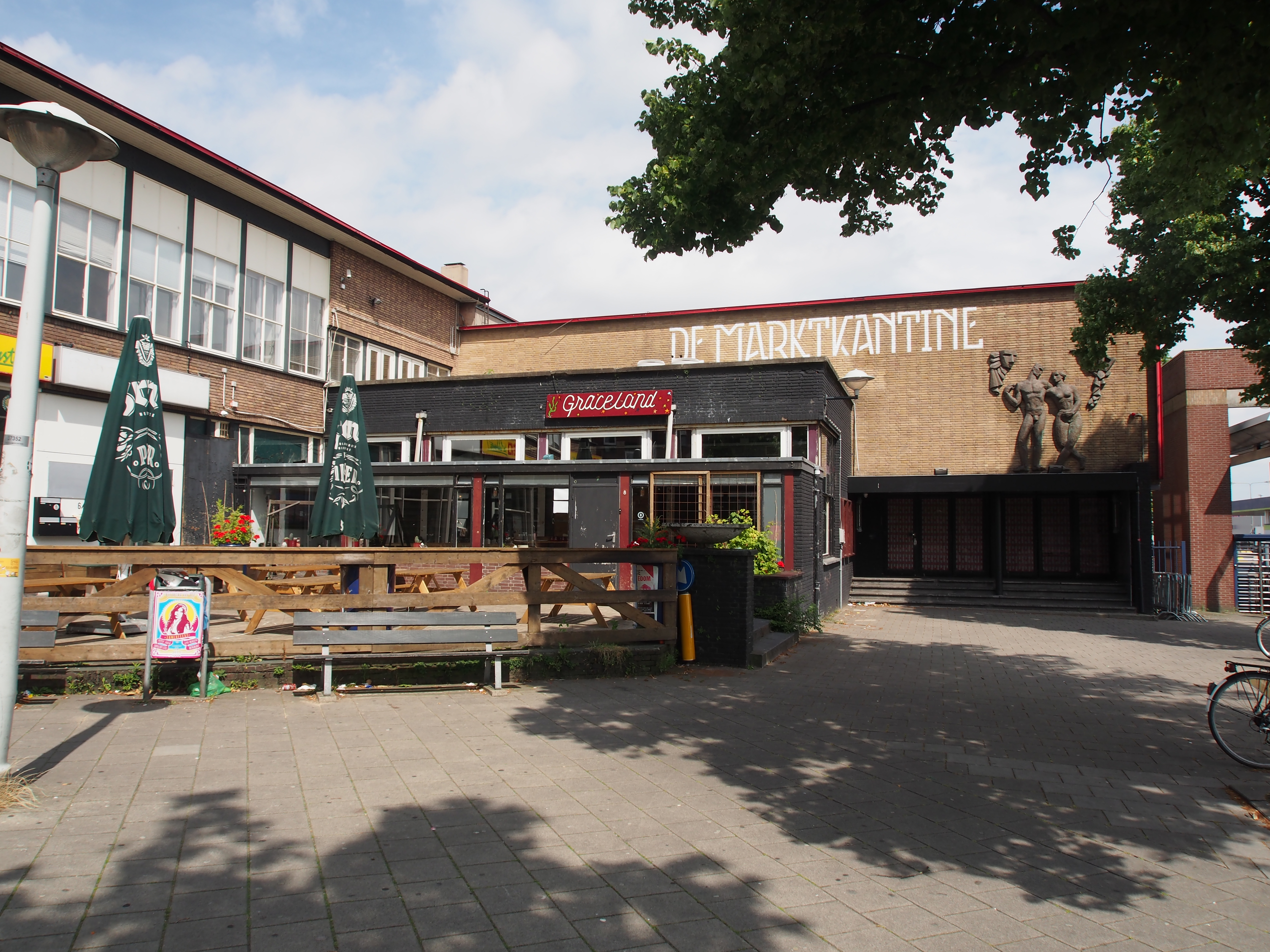
Marktkantine (2016)
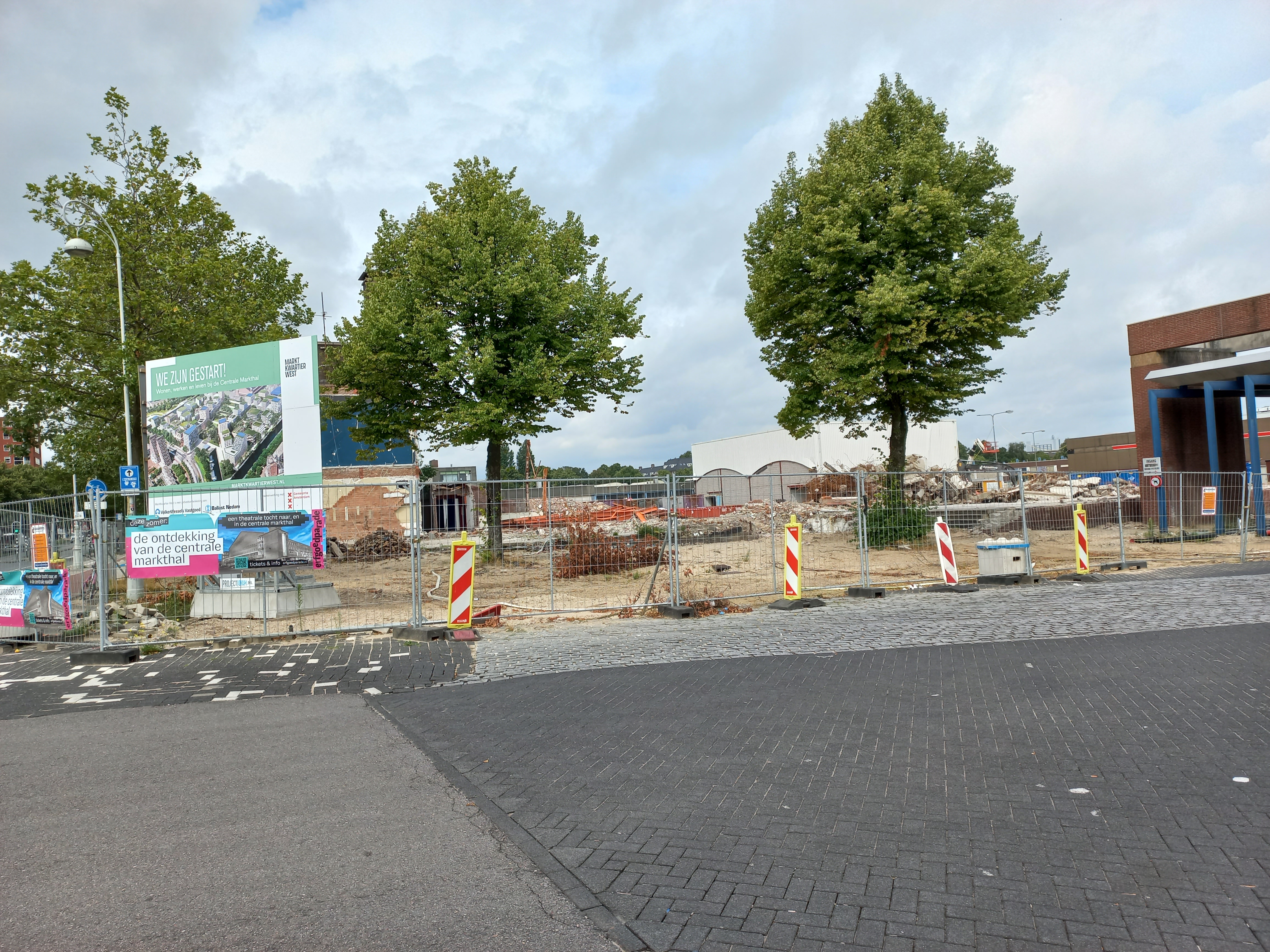
Marcanti (augustus 2023)